# Refero
Refero er et dansk netværk af miljøgodkendte autoophuggere og certificerede recirkuleringsvirksomheder, som påtager sig forsvarlig ophugning og recirkulering af skrotbiler.
Virksomhederne i netværket skal certificeres og miljøgodkendes i henhold til ISO 14001.
Netværket er oprettet på initiativ af danske bilimportører.
I henhold til et EU-direktiv der trådte i kraft 1. januar 2007 er det bilimportørens ansvar at slutbrugeren kan komme af med sin udtjente bil.